# Baraigram
Baraigram är ett underdistrikt i Bangladesh. Det ligger i den centrala delen av landet, 140 kilometer väster om huvudstaden Dhaka.
Trakten runt Baraigram består till största delen av jordbruksmark. Runt Baraigram är det mycket tätbefolkat, med 1 177 invånare per kvadratkilometer.